# ثوم كندارجي
ثوم كندارجي (الاسم العلمي: Allium candargyi) هو نوع من النباتات يتبع جنس الثوم من فصيلة النرجسية.